# Jeroen Krabbé
Jeroen Aart Krabbé (Amsterdã, 5 de dezembro de 1944) é um ator e diretor de cinema neerlandês.
Recebeu dois prêmios no Festival de Berlim de 1998 por Left Luggage.

## Atuação como ator
Principais filmes
- Soldaat van Oranje (1977)
- De Vierde man (O Quarto Homem, 1983)
- Jumpin' Jack Flash (1986)
- No Mercy (1986)
- The Living Daylights (1987)
- A World Apart (1988)
- Crossing Delancey (1988)
- Scandal (1989)
- The Punisher (1989)
- Kafka (1991)
- The Prince of Tides (1991)
- Robin Hood (1991)
- The Fugitive (1993)
- King of the Hill (1993)
- Farinelli (1994)
- Immortal Beloved (1994)
- Ever After (1998)
- Left Luggage (1998)
- Jesus (1999)
- An Ideal Husband (1999)
- Il cielo cade (2000)
- The Discovery of Heaven (2001)
- Ocean's Twelve (2004)
- Deuce Bigalow: European Gigolo (2005)
- Off Screen (2005)
- Rico's Wings (2009)

## Atuação como diretor
- Left Luggage (1998)
- The Discovery of Heaven (2001)
- Rico's Wings (2009) (pré-rodução)